# Steve Guy
Steve Guy (Wellington, 15 marzo 1959) è un ex tennista neozelandese.

## Carriera
In carriera ha vinto un titolo di doppio, l'Heineken Open nel 1989, in coppia con il giapponese Shūzō Matsuoka. Nei tornei del Grande Slam ha ottenuto il suo miglior risultato raggiungendo il secondo turno nel doppio agli Australian Open nel 1988.
In Coppa Davis ha giocato un totale di 10 partite, ottenendo 5 vittorie e 5 sconfitte.

## Statistiche

### Doppio

#### Vittorie (1)
| Numero | Anno            | Torneo                  | Superficie | Compagno       | Avversari in finale           | Punteggio |
| 1.     | 15 gennaio 1989 | Heineken Open, Auckland | Cemento    | Shūzō Matsuoka | John Letts Bruce Man Son Hing | 7-6, 7-6  |